# Hans Stucki
Hans Stucki (* 9. April 1929 in Ins; † 5. Februar 1998 in Basel) war ein Schweizer Koch.

## Leben
1959 pachtete Stucki und seine Frau Susi das Bruderholz in der Bruderholzallee. Nach zehn Jahren kauften sie das Haus und bauten es um. Seit den 1970er Jahren wurde das Bruderholz mit zwei Sternen im Guide Michelin ausgezeichnet.
Stucki schrieb im Vorwort zum Kochbuch Schweiz, Kulinarischer Höhepunkt:

„Die Küche als Fest für Auge, Nase und Gaumen. Untrennbar miteinander verbunden. Untrennbar das Resultat endloser Erfahrungen am Herd. Denn: Grosse Küche entsteht nicht über Nacht! Deshalb ist sie nicht nur einzigartig, sondern stets auch elitär! … Und: Weshalb sollte der Gast von Restaurant zu Restaurant gehen und stets Dinge vorgesetzt bekommen, die er nicht versteht? Bloss weil es die Mode so will, stets dasselbe vorgesetzt zu bekommen? Vergessen wir nie: Auch in der Schweiz besteht eine attraktive Landschaft aus einer Vielzahl von Regionen. Diese führen erst dann zu einer Vielzahl von echten kulinarischen Erlebniswelten, wenn sich diese in den Regionen und deren Produkten auch verwurzelt haben. …“

Kurz bevor er 1998 an Krebs starb, übergab er das Restaurant Bruderholz an Pierre Buess und Stuckis Schüler Jean-Claude Wicki. 2003 ging Wicky, Buess verkaufte 2008 das Restaurant. 
Seit 2008 wird es als Restaurant Stucki von Tanja Grandits geführt.

## Sonstiges
Stucki war Opernfan, besonders von Richard Wagner.

## Auszeichnungen
- Zwei Sterne im Guide Michelin